# Les Tres Maries

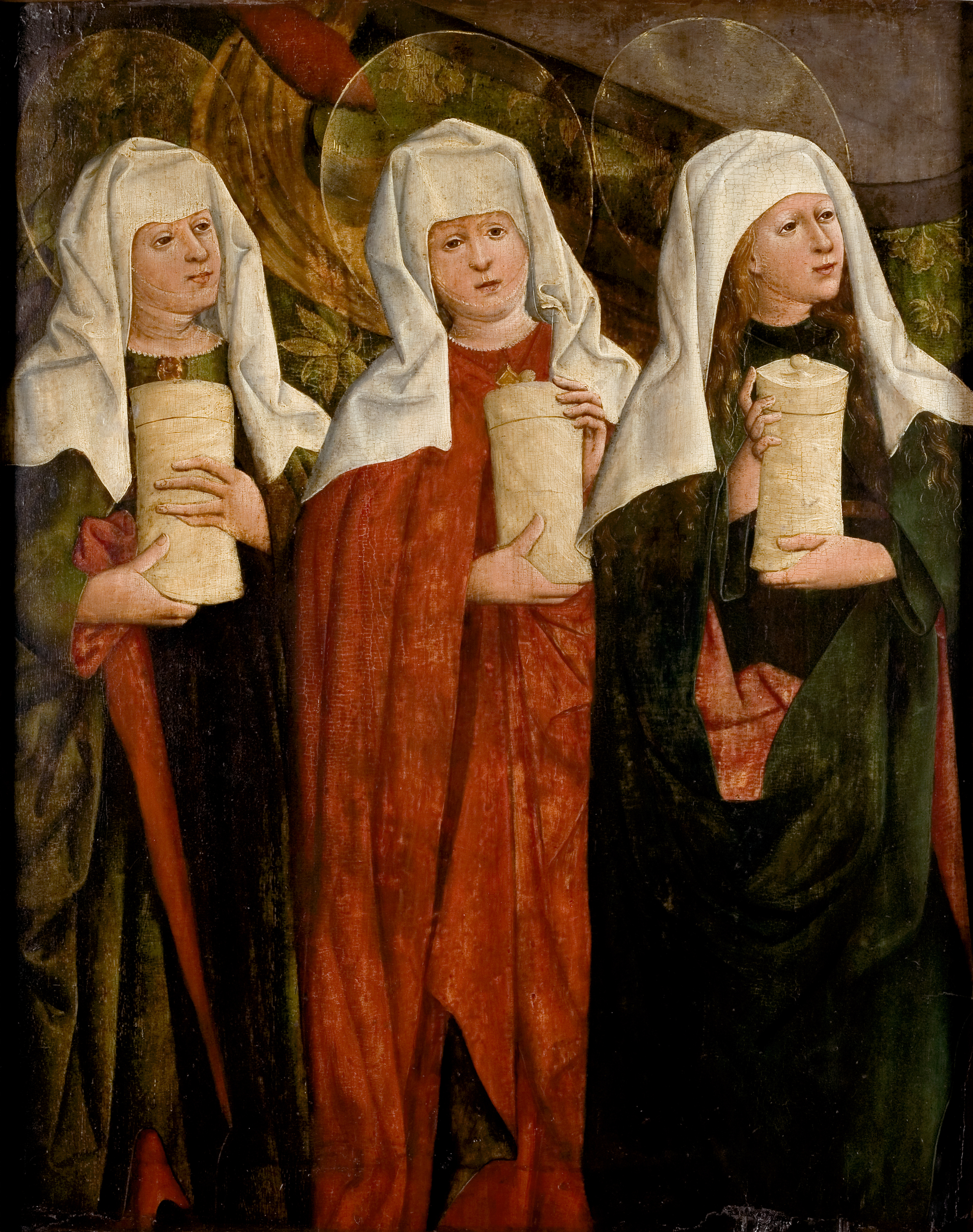
Les Tres Maries, Nicolaus Haberschrack, s.XV

Les Tres Maries és el nom genèric amb què es denomina a Maria de Cleofàs, Maria Magdalena i Maria Salomé, les tres dones que, segons la interpretació tradicional dels Evangelis canònics, van arribar al sepulcre de Jesús i van acompanyar Maria, mare de Jesús. A l'Ortodòxia Oriental són alguns dels Myrophorae, o personatges presents a l'enterrament de Jesús, un concepte que inclou tradicionalment altres persones. Els quatre evangelis esmenten a les dones que van a la tomba de Jesús, però només a Marc 1:16 s'esmenta el seu nom.

## Altres usos del terme Tres Maries

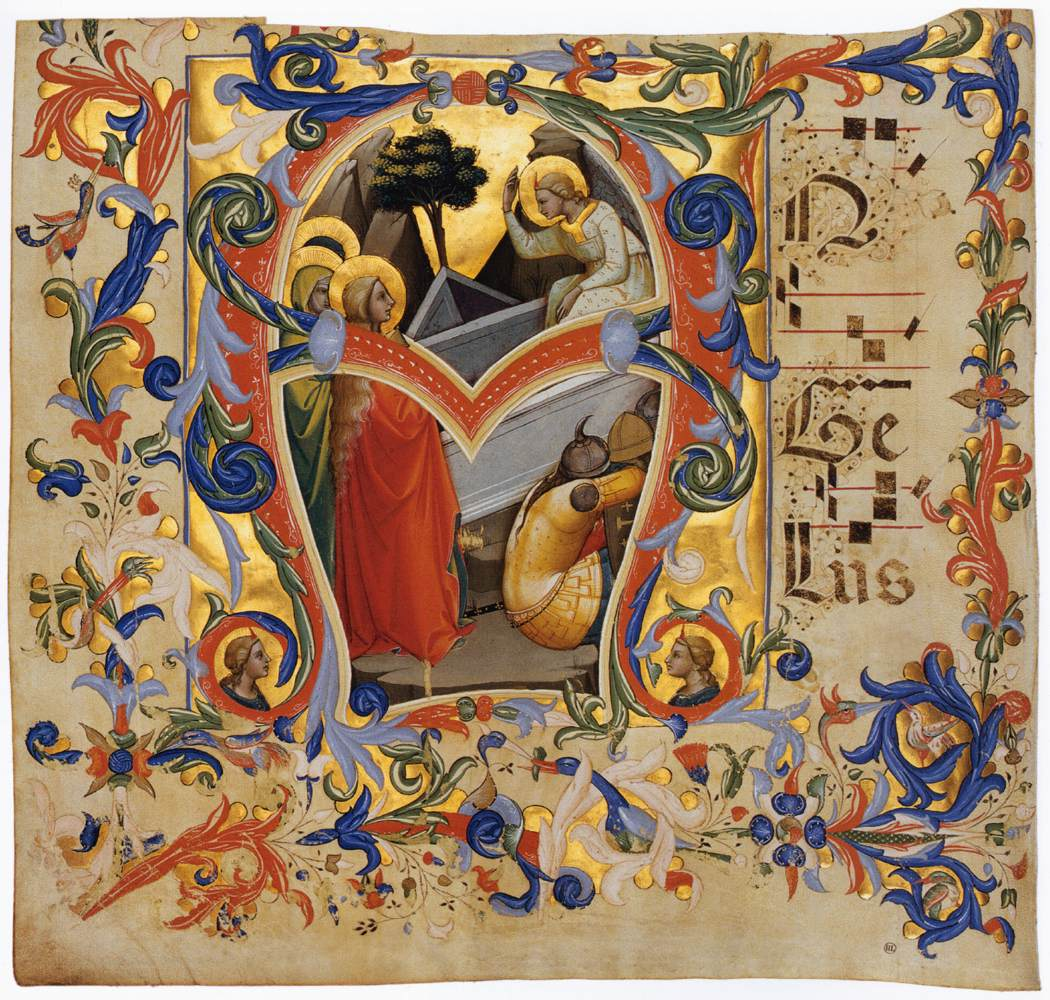
Les Tres Maries a la tomba - Lorenzo Monaco. 1396

- Tres de les deixebles de Jesucrist anomenades Maria, grup en el qual s'inclou a diversos personatges evangèlics, no sempre coincidents:
  - La seva mare
  - Maria Magdalena, és la companya de Jesucrist, la qual representa el "penediment", La Llei i els profetes, l'Antic Testament.
  - Maria de Betània, de vegades identificada amb l'anterior,[1] però més habitualment identificada com la germana petita de Llàtzer de Betània i Marta de Betània, és la companya del Senyor, que representa l'"amor", al Nou Testament.
  - Maria Salomé, que va acompanyar Jesucrist durant la crucifixió. Va ser dona de Zebedeu i mare dels apòstols Jaume el Major i Joan Evangelista.
  - Maria de Clopas o Cleofas, que seria dona de Clopas (identificat amb Alfeu), i germana de Maria mare de Jesucrist. Mare de Jaume el Menor (o Jaume el d'Alfeu), tal com s'explicita a Marc 15:40:41. La identitat de l'altre fill, Josep, és menys clara, encara que aquest nom era molt comú (com a exemple: Josep d'Arimatea, un personatge amb un paper destacat al passatge del davallament de la Creu i de l'enterrament de Crist) o Josep de Natzaret (o Sant Josep, l'espòs de la Maria mare de Jesucrist).

| «                | Hi havia allà moltes dones que miraven de lluny: eren les mateixes que havien seguit Jesús des de Galilea per servir-lo. Entre elles hi havia Maria Magdalena, Maria, mare de Jaume i de Josep-i la mare dels fills de Zebedeu. | » |
| — Mateu 27:55-56 | |   |

| «            | Vora la creu de Jesús hi havia la seva mare i la germana de la seva mare, Maria, muller de Cleofàs, i Maria Magdalena. | » |
| — Joan 19:25 | |   |

- Les Tres Maries és el nom convencional de dos temes evangèlics molt desenvolupats en la cultura i l'art:
  - El del grup de dones que presencien la Crucifixió de Crist (habitualment com a escena secundària del tema principal, però de vegades convertit en motiu destacat (per la posició, mida o tractament triat per l'artista);
  - La dona o grup de dones que visiten la tomba de Jesús i trobant-la buida (sepulcre buit) i es troben amb Jesús Ressuscitat, és a dir, els primers testimonis de la seva resurrecció. Segons l'Evangeli de Joan no va ser un grup, sinó únicament la Magdalena, però segons els Evangelis de Lluc, Marc i Mateu eren Maria Magdalena, Maria, la mare de Jaume, i Salomé o Maria Magdalena, Joana i Maria, la mare de Jaume, i les altres dones que les acompanyaven o Maria Magdalena i l'altra Maria. També segons un dels evangelis apòcrifs (el de Pere) eren diverses dones.[2]

- -     - A la pintura religiosa: Noli me tangere;
    - I a la litúrgia medieval: Quem quaeritis?, que va donar origen al primer drama litúrgic europeu.
    - En imatgeria religiosa i als passos de les processons de Setmana Santa a Espanya és habitual el Grup de les Tres Maries, que pot nomenar també a un grup de tres espelmes.
    - La representació gràfica més antiga coneguda del tema de Les tres Maries es va descobrir en una capella del jaciment arqueològic de Dura Europos (ciutat sobre el Eufrates, actualment a Síria), pintada abans de la destrucció de la ciutat en l'any 256.